# Atarba integriloba
Atarba integriloba är en tvåvingeart som beskrevs av Alexander 1943. Atarba integriloba ingår i släktet Atarba och familjen småharkrankar.
Artens utbredningsområde är Peru. Inga underarter finns listade i Catalogue of Life.